# Дуб колоноподібної форми
Дуб колоноподі́бної фо́рми — вікове дерево, ботанічна пам'ятка природи місцевого значення в Україні. Зростає на північно-західній околиці села Литячі Чортківського району Тернопільської області.
Площа — 0,01 га. Оголошений об'єктом природно-заповідного фонду рішенням виконкому Тернопільської обласної ради від 14 березня 1977 року № 131. Перебуває у віданні Заліщицької міської громади. 
Під охороною — Дуб черешчатий колоновидної форми віком понад 100 р. і діаметром 64 см, цінний в історичному, науково-пізнавальному та естетичному значеннях, садово-парковому будівництві. Зростає у межах Регіонального ландшафтного парку «Дністровський каньйон». 
Під час буревію 2006 року в дуб влучила блискавка і він згорів.